# Ayuda Internacional de los Trabajadores
No confundir con el Socorro Rojo Internacional (MOPR), organización establecida por el Comintern en 1922 para coordinar el apoyo material y moral a loas así llamados "prisioneros de la guerra de clases" alrededor del mundo".

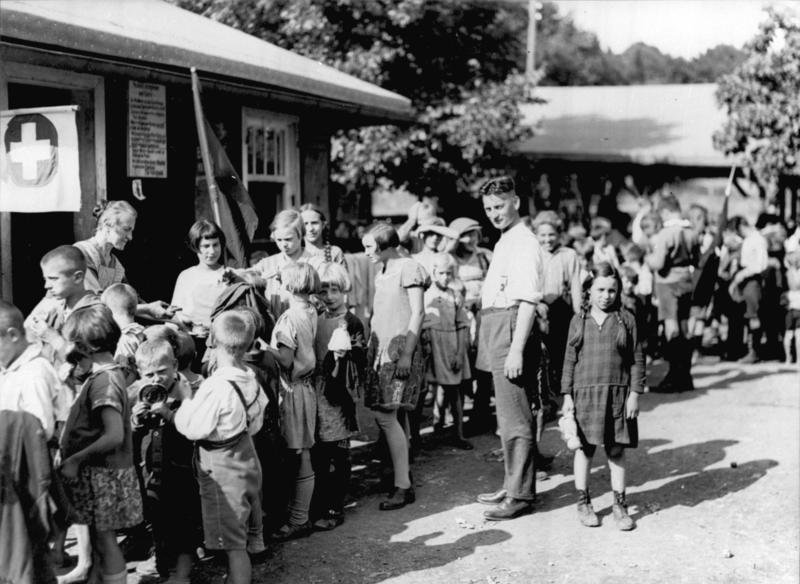
El bienestar de la juventud era una de las preocupaciones de la organización. En la fotografía, un campamento internacional para niños de la clase obrera, recuperando el bosque en Stuttgart-Sillenbuch.

La Ayuda Internacional de los Trabajadores, también conocida como Internationale Arbeiterhilfe (IAH) en alemán y como Международная рабочая помощь (Mezhrabpom) en ruso, era una organización adjunta a la Internacional Comunista y próxima al Partido Comunista de Alemania inicialmente creada para canalizar las ayudas de las organizaciones internacionales de la clase obrera y los partidos comunistas para la famélica Unión Soviética. La organización, con sede en Berlín, produciría más tarde películas y coordinaría esfuerzos propagandísticos a favor de la URSS. También se ocuparía de programas de ayuda a la clase obrera en Alemania.

## Historia de la organización

### Formación
La Ayuda Internacional de los Trabajadores fue creada en Berlín el 12 de septiembre de 1921 para responder a la petición de Lenin de reclutar apoyo internacional para combatir la sequía y hambruna que se abatían sobre el área del Volga. Su iniciador Willi Münzenberg había sido recomendado por sus actividades como líder de la Internacional de la Juventud Comunista.
Desde el punto de vista del historiador Edward Hallett Carr el propósito original de esta organización era tanto ideológico como humanitario:

"Su función inicial fue la de proveer un contrapeso de izquierdas a las generosas aportaciones enviadas a la Unión Soviética pòr la ARA y otras iniciativas de agencias de la burguesía para mitigar los horrores de la hambruna. Los trabajadores alemanes llevaron a cabo horas extras cuya producción extra se envió a la Unión Soviética, más tarde los escritores soviéticos organizaron colectas de dinero y se pidió un préstamo, mientras el Mezhrabpom distribuía literatura popular y propaganda a favor de la Rusia Soviética."
En los Estados Unidos, los Friends of Soviet Russia (FSR) fue un importante afiliado temprano de la Ayuda Internacional de los Trabajadores.
La política y activista por los derechos de la mujer Clara Zetkin sirvió como presidenta de la organización hasta su muerte en 1933. Su primer delegado en el Comintern y jefe de la oficina de Moscú sería Franz Lung.
En los años subsiguientes la Ayuda Internacional de los Trabajadores dio apoyo a los trabajadores de Alemania y otros países que sufrían los efectos de las huelgas, conflictos armados o catástrofes naturales mediante la distribución de ropa, comida y fondos. La organización generaba el grueso de sus ingresos a través de donaciones, además de los ingresos de varias empresas industriales y koljoz que la organización mantenía en la Unión Soviética.

### Esfuerzos de propaganda

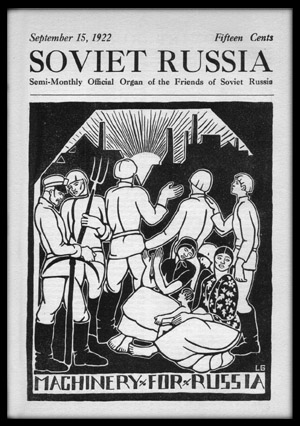
Las secciones nacionales de la organización, como "Friends of Soviet Russia" en los Estados Unidos, aportaban ayuda a la Rusia Soviética en el trabajo de llevar el mensaje sovíetico a Occidente.

Münzenberg reconocía el potencial de la propaganda cinematográfica, por lo que la organización importaba películas soviéticas y produciía las propias. En 1922 Münzenberg Aufbau Industrie und Handels AG para la distribución de películas soviéticas. Hermann Basler dirigía el despacho de distribución que en marzo de 1923 trajo con Polikushka (director Aleksandr Sanin, 1922, producción de los Estudios de Cine Gorki) la primera película soviética a los cines alemanes.
Cuando la República de Weimar impuso regulaciones contra la importación de películas extranjeras, la organización se trasladó a Viena en 1924. En un principio la organización solo filmó una película en su localización austríaca: el debut como director de Kurt Bernhardt, Héroes sin Nombre (1924). Finalmente, el centro vienés acometió y produjo más tarde películas como Kuhle Wampe (1931/32). En 1928 la organización comenzó a producir documentales comunistas mediante la compañía de producción especializada Weltfilm. 
La organización recibía el apoyo de numerosos intelectuales de izquierda, entre otros, Martin Andersen Nexø, Henri Barbusse, Maxim Gorki, George Grosz, Maximilian Harden, Arthur Holit, Käthe Kollwitz, George Bernard Shaw, Upton Sinclair y Ernst Toller.

### Disolución
Tras la toma del poder por parte de los nazis en 1933 la Ayuda Internacional de los Trabajadores se vio severamente dañada. La filial americana fue renombrada como "Comité auxiliar nacional para las víctimas del fascismo alemán" con sede el edificio Flatiron de Broadway en Nueva York.
El Secretariado del Comité Ejecutivo de la Internacional Comunista decidió disolver la organización en octubre de 1935, aunque la decisión no fue anunciada públicamente. Algunas de las funciones de la organización fueron heredadas por Socorro Rojo Internacional. El aparato cinematográfico en Moscú pasó al Estado.

## Secciones nacionales
- EE. UU : Friends of Soviet Russia (más tarde: Friends of the Soviet Union)